# Ausbildungsmusikkorps der Bundeswehr
Das Ausbildungsmusikkorps der Bundeswehr (AusbMusKorpsBw) wurde am 1. Juli 1960 in Siegburg aufgestellt und ist seit 1969 in der Waldkaserne in Hilden stationiert. Der Neubau des dortigen Ausbildungszentrums bedingte eine vorübergehende Verlagerung des Ausbildungsbetriebes bis April 2018 in die benachbarte und seinerzeit in Auflösung begriffene Bergische Kaserne im Düsseldorfer Stadtteil Hubbelrath. Als Musikkorps mit besonderem Aufgabenschwerpunkt ist es neben den anderen 14 Musikkorps der Bundeswehr dem Zentrum Militärmusik der Bundeswehr in Bonn unterstellt.
In jedem Jahr begibt sich das Ausbildungsmusikkorps auf eine Konzerttournee mit zahlreichen Benefizkonzerten, in denen die Musiker den Erfolg ihrer Ausbildung unter Beweis stellen.

## Auftrag und Angebot
Die Aufgabe des Ausbildungsmusikkorps besteht darin, jungen Musikern den Weg zu professionellen Orchestermusikern zu ebnen und sie auf die künftige Verwendung im Militärmusikdienst der Bundeswehr vorzubereiten. In einer 5-jährigen Ausbildung, verbunden mit einem Bachelor-Studium an der Robert Schumann Hochschule für Musik in benachbarten Düsseldorf, erhalten sie hierfür das notwendige Rüstzeug.
Ein Kompetenzteam, bestehend aus Lehrfeldwebeln, drei Offizieren des militärfachlichen Dienstes und einem Kapellmeister, koordiniert und leitet den Ausbildungsbetrieb, der bis zu 150 Musikern Platz bietet. 
Einstellungsvoraussetzungen für den Militärmusikdienst sind
- Verpflichtung als Soldat auf Zeit für 15 Jahre
- Erfolgreiches Absolvieren einer musikfachlichen und militärischen Eignungsprüfung

Nach der Einstellung als Unteroffizier sind folgende Ausbildungsabschnitte vorgesehen:
- 4-monatige Grundausbildung mit überwiegend sanitätsdienstlicher Aufgabenstellung
- 7 Monate umfassendes „musikfachliches Basismodul“ zur Vorbereitung auf die Eignungsprüfung an der Robert Schumann Hochschule. Alle Lehrgangsteilnehmer erhalten neben ihrem Hauptinstrument zusätzlich Unterricht im Nebenfach Klavier. Orchesterspiel und Kammermusik bilden einen Ausbildungsschwerpunkt.
- 3 Jahre umfassendes „musikfachliches Aufbaumodul“ mit einem Bachelor-Studium. Professoren und Dozenten – oft Mitglieder renommierter Orchester – stehen für ein erstklassiges praxisorientiertes Studium. Unterrichtet werden sämtliche Instrumente, die in einem modernen sinfonischen Blasorchester Verwendung finden. Das Studium wird durch die regelmäßige Teilnahme an Proben und Konzerten des sinfonischen Blasorchesters des Ausbildungsmusikkorps ergänzt.
- 10-wöchige Ausbildung an der Sanitätsakademie der Bundeswehr in München.

Mit dem Ablegen der Feldwebelprüfung ist die Tätigkeit beim Ausbildungsmusikkorps beendet. Die Musiksoldaten werden entsprechend dem Bedarf einem Musikkorps zugewiesen.

## Geschichte
Oberstleutnant Friedrich Deisenroth, bekannt als Komponist und Bearbeiter zahlreicher Musikstücke und im Jahre 1947 Gründer der Hilchenbacher Volksmusikschule, einer Vorgängerin der Philharmonie Südwestfalen, hat als ehemaliger Chef des Stabsmusikkorps der Bundeswehr in Siegburg das Konzept für die militärmusikalische Einrichtung Ausbildungsmusikkorps entwickelt und stellte diese am 1. Juli 1960 als Ausbildungszug beim Stabsmusikkorps auf. Im November 1960 wurde Hauptmann Ludwig Kühlechner Leiter des Ausbildungszuges und bereits im Dezember fanden unter seiner Stabführung und die seines Stellvertreters, Oberstabsfeldwebel Joseph Hoser, die ersten Konzerte statt. 
Im Jahre 1961 wurden mit der Staatlichen Hochschule für Musik Rheinland in Köln (heute: Hochschule für Musik und Tanz Köln) Verträge über ein Ausbildungsprogramm abgeschlossen. 
Deren Dozenten stellten eine qualifizierte Ausbildung sicher. Die Anzahl der Bewerber stieg stetig und die räumlichen Verhältnisse in der Brückberg-Kaserne Siegburg wurden immer enger und waren schließlich für einen geordneten Ausbildungsbetrieb nicht mehr geeignet.
Am 5. Mai 1969 wurde das Ausbildungsmusikkorps von Siegburg in die Waldkaserne nach Hilden verlegt. 
Unter der Regie von Oberstleutnant Bernhard Höfele wurde ab 1976 nach einer völlig neuen Konzeption ausgebildet, die ein Studium an der Robert Schumann Hochschule in Düsseldorf einschloss.
Die ersten Musikoffizieranwärter konnten ab 1978 beim Ausbildungsmusikkorps ausgebildet werden und ihr Studium an der Musikhochschule in Düsseldorf mit dem Kapellmeisterexamen abschließen.
Oberst Michael Schramm, ehemaliger Leiter des Militärmusikdienstes der Bundeswehr und von 1991 bis 1995 Chef des Ausbildungsmusikkorps, war der erste Absolvent des Kapellmeisterexamens nach der neuen Konzeption. 
Die ersten weiblichen Soldaten begannen 1991 ihre Ausbildung in Hilden.
Der Neubau des Ausbildungszentrums in Hilden bedingte eine vorübergehende Verlagerung des Ausbildungsbetriebes bis April 2018 in die der Waldkaserne benachbarte und seinerzeit in Auflösung begriffene Bergische Kaserne im Düsseldorfer Stadtteil Hubbelrath. Diese war nur wenig verkehrsungünstiger zu den kooperierenden zivilen Organisationen gelegen. Sie stellte vor allem wegen der abgängigen baulichen Gegebenheiten für den militärmusikalischen Ausbildungsbetrieb ein zeitlich begrenztes Provisorium dar. Mit dem Auszug der Musiker aus Hubbelrath wurde dieser Standort von der Bundeswehr aufgegeben.
Am 20. April 2018 fand die Schlüsselübergabe des neu errichteten Probe- und Übungsgebäudes in Hilden statt. In den folgenden Tagen kehrte das Ausbildungsmusikkorps der Bundeswehr nach Fertigstellung des neuen Ausbildungszentrums in die Waldkaserne zurück. Dort entstanden zwei Neubauten mit ca. 6400 Quadratmetern Nutzfläche, die unter anderem 140 Unterkunftsräume, 68 Übungsräume und 34 Unterrichtsräume für die zukünftigen Musiker des Ausbildungsmusikkorps enthalten. Der gesamte Gebäudekomplex ist auf die besonderen Anforderungen der Militärmusik zugeschnitten. Eine Besonderheit ist der in der Mitte des Gebäudekomplexes gelegene, vieleckige Gebäudeteil mit zwei Probesälen nebst Tonstudio.

## Leiter des Ausbildungsmusikkorps
Die bisherigen Leiter des Ausbildungsmusikkorps der Bundeswehr waren:
- 1960–1962: Hauptmann Ludwig Kühlechner, Vertreter: Oberstabsfeldwebel Joseph Hoser
- 1962–1963: Hauptmann Philipp Sonntag
- 1963–1964: Hauptmann Ernst Müller
- 1964:–0000 Hauptmann Joseph Hoser
- 1964–1965: Hauptmann Herbert Domagalla
- 1965–1966: Hauptmann Fritz Wintermann
- 1966–1967: Oberstleutnant Joseph Hoser
- 1967–1976: Oberstleutnant Fritz Wintermann
- 1976–1978: Oberstleutnant Bernhard Höfele
- 1978–1980: Oberstleutnant Andreas Lukácsy
- 1980–1991: Oberstleutnant Ulrich Hollmann
- 1991–1995: Oberstleutnant Michael Schramm
- 1995–2001: Oberstleutnant Walter Ratzek
- 2001–2007: Oberstleutnant Robert Kuckertz
- 2007–2008: Oberstleutnant Reinhard Kiauka
- seit 2008: Oberstleutnant Michael Euler